# 신화창조의 비밀
《신화창조의 비밀》은 2003년 11월 7일부터 2005년 10월 28일까지 방송한 다큐멘터리 텔레비전 프로그램이다.

## 기획 의도
- 신화가 없는 시대, 열심히 일한 사람들의 성공신화 - 새로운 신화창조를 통해 미래한국의 비전을 제시
- 오늘의 한국을 만든 것은 보이지 않는 곳에서 수많은 프로젝트를 진행시켜 성공한 사람들의 피와 땀의 결과라 해도 과언이 아니다. 각 분야에서 수많은 <프로젝트>를 수행한 숨은 주역들이 고난과 좌절, 갈등을 극복하고 이룬 성공신화의 비밀과 스토리를 통해 대한민국의 비전을 제시하고 한국인의 저력을 확인한다.

## 논란
- 32회에서 썬스타가 타지마와의 특허 침해 소송에서 승소하였다고 설명을 하였다. 이에 한국타지마는 썬스타가 사실을 왜곡하였다는 이유로 언론중재위원회에 항의를 하여 39회에서 반론보도문을 발표하는 일이 있었다.
- 48회에서 리처드 개리엇을 스타크래프트 개발자와 그라비티 김정률 회장을 라그나로크 온라인 개발자로 잘못 소개한 점으로 인하여 네티즌들의 항의가 빗발친 일이 있었다.[2]

## 같이 보기
- 신화창조(2005년 11월 6일 ~ 2006년 9월 24일)
- 기업 열전 K1(2009년 10월 22일 ~ 2010년 12월 30일)
- 백년의 기업/가게(2011년 1월 9일 ~ 2013년 1월 20일)
- 히든 챔피언(2013년 4월 10일 ~ 2013년 8월 14일)
- 작은 거인(2013년 10월 27일 ~ 2013년 12월 29일)
- 희망기업 열전(2013년 10월 25일 ~ 2014년 5월 2일)